# 陳寵厚
陳 寵厚（朝鮮語: 진총후）は、朝鮮氏族の驪陽陳氏の始祖である。
中国北宋の福州出身であり、右尹の官職を務めていたが、金朝の侵略から逃れるため高麗の驪陽県徳陽山に亡命した陳琇の曾孫である。
陳寵厚は、仁宗時代に虎賁衛大将軍を務めており、1162年に李資謙の反乱を討伐した功労で現在の洪城である驪陽の土地と驪陽君の爵位を受けて、神虎衛大将軍に任官された。
陳寵厚の息子の陳俊は軍人であり、1172年に東北面兵馬使行営兼中軍兵馬使に任命された後、左軍兵馬使、参知政事、判兵部事などを歴任した。